# As Brasileiras
As Brasileiras (en español: Las brasileñas) es una serie de televisión brasileña coproducida por TV Globo y Lereby Produções. Es un spin-off de As Cariocas.
La serie cuenta con 22 episodios, cada episodio es protagonizado por una actriz y cuenta una historia aparte, todos ubicados en diferentes ciudades brasileñas de norte a sur del país.

## Elenco principal
| Actriz                 | Personaje       | Episodio                         |
| ---------------------- | --------------- | -------------------------------- |
| Sophie Charlotte       | Esplendor       | "La sambista de la BR 116"       |
| Glória Pires           | Ângela Cristina | "La mamá de la Barra"            |
| Juliana Paes           | Janaína         | "La justiciera de Olinda"        |
| Ísis Valverde          | Catarina        | "La culpable de Belo Horizonte"  |
| Giovanna Antonelli     | Gigi Ramón      | "La venenosa de São Paulo"       |
| Juliana Alves          | Janice          | "A Mascarada do ABC"             |
| Maria Flor             | Shirley Moreira | "La menor del Amazonas "         |
| Cláudia Jiménez        | Augusta Ramil   | "A Inocente de Brasília"         |
| Maria Fernanda Cândido | Sandra          | "La perseguida de Curitiba"      |
| Fernanda Montenegro    | Mary Torres     | "Maria de Brasil"                |
| Sandy Leah Lima        | Gabriela        | "La reaccionaria del Pantanal"   |
| Mariana Ximenes        | Liliane         | "La adormecida de Foz do Iguaçu" |
| Cléo Pires             | Ana Maria       | "El ángel de Alagoas"            |
| Dira Paes              | Cleonice Cunha  | "La doméstica de Vitória"        |
| Suyane Moreira         | Araí            | "La salvage de Santarém"         |
| Patrícia Pillar        | Ludmila         | "La Viuda de Maranhão"           |
| Leandra Leal           | Rosa Maria      | "La sexóloga de Floripa"         |
| Ivete Sangalo          | Raquel          | "La torpe de Salvador"           |
| Xuxa                   | Rita Prates     | "La chismosa de Porto Alegre"    |
| Alice Braga            | Mirtes          | "La indomable de Ceará"          |
| Bruna Linzmeyer        | Clara           | "La vidente de Diamantina"       |
| Letícia Sabatella      | Monique         | "La novia de Niterói"            |